# Oberlin (Luisiana)
Oberlin é uma cidade  localizada no estado americano de Luisiana, no Condado de Allen.

## Demografia
Segundo o censo americano de 2000, a sua população era de 1853 habitantes.
Em 2006, foi estimada uma população de 1882, um aumento de 29 (1.6%).

## Geografia
De acordo com o United States Census Bureau, tem uma área de
8,0 km², dos quais 8,0 km² cobertos por terra e 0,0 km² cobertos por água. Oberlin localiza-se a aproximadamente 20 m acima do nível do mar.

## Localidades na vizinhança
O diagrama seguinte representa as localidades num raio de 28 km ao redor de Oberlin.